# Gâteau de Saint-Genix
Le gâteau de Saint-Genix, connu aussi sous le nom de « brioche de Saint-Genix » ou tout simplement « saint-genix », est une brioche garnie de pralines rouges.
C'est une spécialité gastronomique de la ville de Saint-Genix-sur-Guiers, située dans l'Avant-Pays savoyard, dans le département de la Savoie.

## Fabrication
Le gâteau de Saint-Genix se présente comme une brioche de forme ronde, pesant environ 600 grammes. Des pralines entières, fabriquées artisanalement et colorées en rouge, sont introduites avant la cuisson à l'intérieur de la pâte, tandis que d'autres sont disposées sur le dessus du gâteau, avec des cristaux de sucre. Le sucre fondu des pralines se diffuse dans la brioche, ce qui lui donne un goût et un aspect particuliers. La pâte de la brioche est une pâte au levain, pétrie deux fois.
Les brioches sont cuites dans des moules ronds en bois de tilleul, appelés localement des « coppets ».
Traditionnellement, les gâteaux de Saint-Genix sont emballés dans du papier sulfurisé de couleur rouge et blanche, ce qui peut être un rappel des couleurs symboliques de la Savoie.
Hors de son terroir d'origine, le saint-genix peut être vendu sous des formats et des présentations différents.

### Préparation
La préparation du gâteau Labully (Saint-Genix) est simple, les différentes préparations sont soit de façons brioche ou gâteau.

## Origines
Le pâtissier Pierre Labully, dont le magasin existe toujours sur la place de l'église de Saint-Genix-sur-Guiers, est à l'origine du gâteau de Saint-Genix vers 1880. Il lui a alors donné son nom : le gâteau Labully.
En 1848, il épouse Françoise Guilloud, originaire de la petite ville voisine des Abrets, en Isère. Pâtissier d'hôtel, elle lui fait connaître la recette d'une fameuse brioche locale au levain, légèrement parfumée à la fleur d'oranger et décorée d'une unique praline. Ce sont les clients de l'hôtel qui, appréciant le moelleux particulier donné par la praline en coulant, suggèrent à Pierre Labully de le garnir de plusieurs pralines. Pierre Labully perfectionne la recette initiale en ajoutant de nombreuses pralines à l'intérieur et à l'extérieur,.

### Légende de sainte Agathe
Une légende locale prétend que l'habitude de cuisiner des brioches de forme ronde dans la région remonte à l'annexion de la Sicile au duché de Savoie, en 1713, et qu'elle fait référence à Agathe de Catane, dite sainte Agathe, une jeune chrétienne sicilienne du IIIe siècle à qui le proconsul romain fit couper les seins parce qu'elle se refusait à lui,.

## Folklore
Une Confrérie du saint-genix est née en 2007. Elle a intronisé ses premiers membres lors de la fête du saint-genix, en juillet de la même année.

## Pour aller plus loin